# Frankolovo
Frankolovo – wieś w Słowenii, w gminie Vojnik. W 2018 roku liczyła 282 mieszkańców.